# 安田峰俊
安田 峰俊（やすだ みねとし、1982年1月18日 - ）は、日本のルポライター。立命館大学人文科学研究所客員協力研究員、元多摩大学非常勤講師（2012〜2018）。主に中華圏（中国・香港・台湾）や在日ベトナム人社会に関連した書籍を著述している。

## 来歴・人物
滋賀県能登川町（現・東近江市）出身。滋賀県立八日市高等学校、立命館大学文学部（東洋史学専攻）卒業、広島大学大学院文学研究科修士課程修了。在学中の研究テーマは中国明清時代の華南地域における宗族の械闘。その後、「一般企業勤務を経た後、いくつかの職業を経てノンフィクションライターとなる」。大学在学中、中国広東省の深圳大学に交換留学している。
『生協の白石さん』を企画編集したフリー編集者・堀田純司によって発掘され、2010年4月に『中国人の本音』（講談社）でデビュー。その後は書籍や雑誌媒体、テレビ等で活動している。
2018年刊行の『八九六四 「天安門事件」は再び起きるか』で第5回城山三郎賞及び第50回大宅壮一ノンフィクション賞を受賞。2021年刊行の『「低度」外国人材 移民焼き畑国家、日本』が、及川眠子の私設ノンフィクション賞である第5回及川眠子賞を受賞。

## 著作の傾向
「中国の闇から日本の外国人問題、恐竜まで幅広く取材・執筆」、「硬軟とりまぜた執筆活動」といった説明がなされることが多い。
- 天安門事件や香港デモ、在日ベトナム人犯罪、中国の対日スパイ工作、台湾有事などに切り込む正統派のノンフィクションやジャーナリズム（『八九六四』『「低度」外国人材』『戦狼中国の対日工作』[5][6]）
- 陳水扁[7]、蔡霞[8]、羅冠聡[9]、郭文貴[10]、王志安[11]、薛剣[12]、王丹[13]、竹内亮[14]など中華圏の著名人へのインタビュー
- アカデミックな歴史学の知見を生かした中国論（『現代中国の秘密結社』『中国ぎらいのための中国史』[15]）や中国研究者との対談[16]、インタビュー[17][18]
- 中国の恐竜事情（『恐竜大陸　中国』）、台湾のマイナー政党ルポ[19]、中国の性事情（『性と欲望の中国』）、台湾のAV撮影現場突撃[20]、サッカーW杯予選を中国側アウェイ席で応援する[21]
- 文章術（『みんなのユニバーサル文章術』）
- 中国の沖縄への情報工作として、「琉球は日本の一部ではなく中華民族の一員である」とし、また中国による琉球独立などのプロパガンダに関しても執筆している[22][23]。

など、中華圏や在日ベトナム人社会を題材とした、奔放なまでに多種多様な著作や寄稿で知られる。

## エピソード
- もともとは「迷路人」のハンドルネームで、中国のネット掲示板を2ちゃんねる風の日本語に翻訳・編集するブログを運営していた。[1]
- 2012年10月31日発売の『週刊文春』誌上にて、「中国で一番有名な日本人」として日中のメディアで盛んに取り上げられていた加藤嘉一の経歴詐称を検証。加藤側は即座に経歴詐称を認める記事を公式サイトに掲載した[24]。
- スクウェアソフト（現スクウェア・エニックス）のロマンシング サ・ガ3を「人生で最も長くプレイしたゲーム」と語っており、ゲームライターではないにもかかわらず『週刊プレイボーイ』にサガシリーズの25周年記念特集記事を寄稿。記事の記述によれば、企画中で同シリーズプロデューサーの河津秋敏にインタビューした際、感極まったという[25]。
- 恐竜が好きであり、過去に中国の恐竜学者の邢立達へのインタビューをおこなっているほか、恐竜関連の著書もある。

## 著書
- 『中国人の本音 中華ネット掲示板を読んでみた』講談社、2010年。 ISBN 978-4062161930
- 『中国人のリアル 恋愛事情から、お騒がせ大国を「ゆるく」論じてみた』TOブックス、2010年
- 『独裁者の教養』星海社新書、2011年。ISBN 978-4061385047
- 『中国・電脳大国の嘘　「ネット世論」に騙されてはいけない』文藝春秋、2011年。ISBN 978-4163747408
- 『和僑 農民、やくざ、風俗嬢。中国の夕闇に住む日本人』角川書店、2012年。角川文庫、2016年
- 『知中論 理不尽な国の7つの論理』星海社新書、2014年。ISBN 978-4061385580
- 『境界の民(マージナル・マン) 難民、遺民、抵抗者。国と国の境界線に立つ人々』角川書店、2015年 
  - 『移民棄民遺民 国と国の境界線に立つ人々』角川文庫、2019年
- 『野心 郭台銘伝』プレジデント社、2016年。ISBN 978-4833451048
- 『八九六四 「天安門事件」は再び起きるか』KADOKAWA、2018年。ISBN 9784041067352
  - 『八九六四 完全版 「天安門事件」から香港デモへ』角川新書、2021年
- 『さいはての中国』小学館新書、2018年。ISBN 978-4098253357
- 『性と欲望の中国』文春新書、2019年
- 『もっとさいはての中国』小学館新書、2019年
- 『現代中国の秘密結社　マフィア、政党、カルトの興亡史』中公新書ラクレ、2021年
- 『「低度」外国人材 移民焼き畑国家、日本』KADOKAWA、2021年
- 『中国vs.世界 呑まれる国、抗う国』PHP新書、2021年
- 『みんなのユニバーサル文章術　今すぐ役に立つ「最強」の日本語ライティングの世界』星海社新書、2022年
- 『北関東「移民」アンダーグラウンド　ベトナム人不法滞在者たちの青春と犯罪』文藝春秋、2023年2月
- 『戦狼中国の対日工作』文春新書、2023年12月
- 『恐竜大陸 中国』角川新書、2024年6月
- 『中国ぎらいのための中国史』PHP新書、2024年9月
- 『民族がわかれば中国がわかる－帝国化する大国の実像』中公新書ラクレ、2025年2月

### 共著ほか
- 浅羽祐樹・木村幹共著『だまされないための「韓国」 あの国を理解する「困難」と「重み」』講談社、2017年
- 石平共著『「天安門」三十年』育鵬社、2019年

翻訳
- 顔伯鈞『「暗黒・中国」からの脱出 逃亡・逮捕・拷問・脱獄』文春新書、2016年。ISBN 978-4166610839